# إليانور لامبرت
إليانور لامبرت (بالإنجليزية: Eleanor Lambert)‏ هي صحفية أمريكية، ولدت في 10 أغسطس 1903 في كروفوردسفيل في الولايات المتحدة، وتوفيت في 7 أكتوبر 2003 في مانهاتن في الولايات المتحدة.

## وصلات خارجية
- إليانور لامبرت على موقع IMDb (الإنجليزية)